# Электротехнический институт Монтефиоре
Институт Монтефиоре — отделение электричества, электроники и информатики факультета прикладных наук Льежского университета (Бельгия).

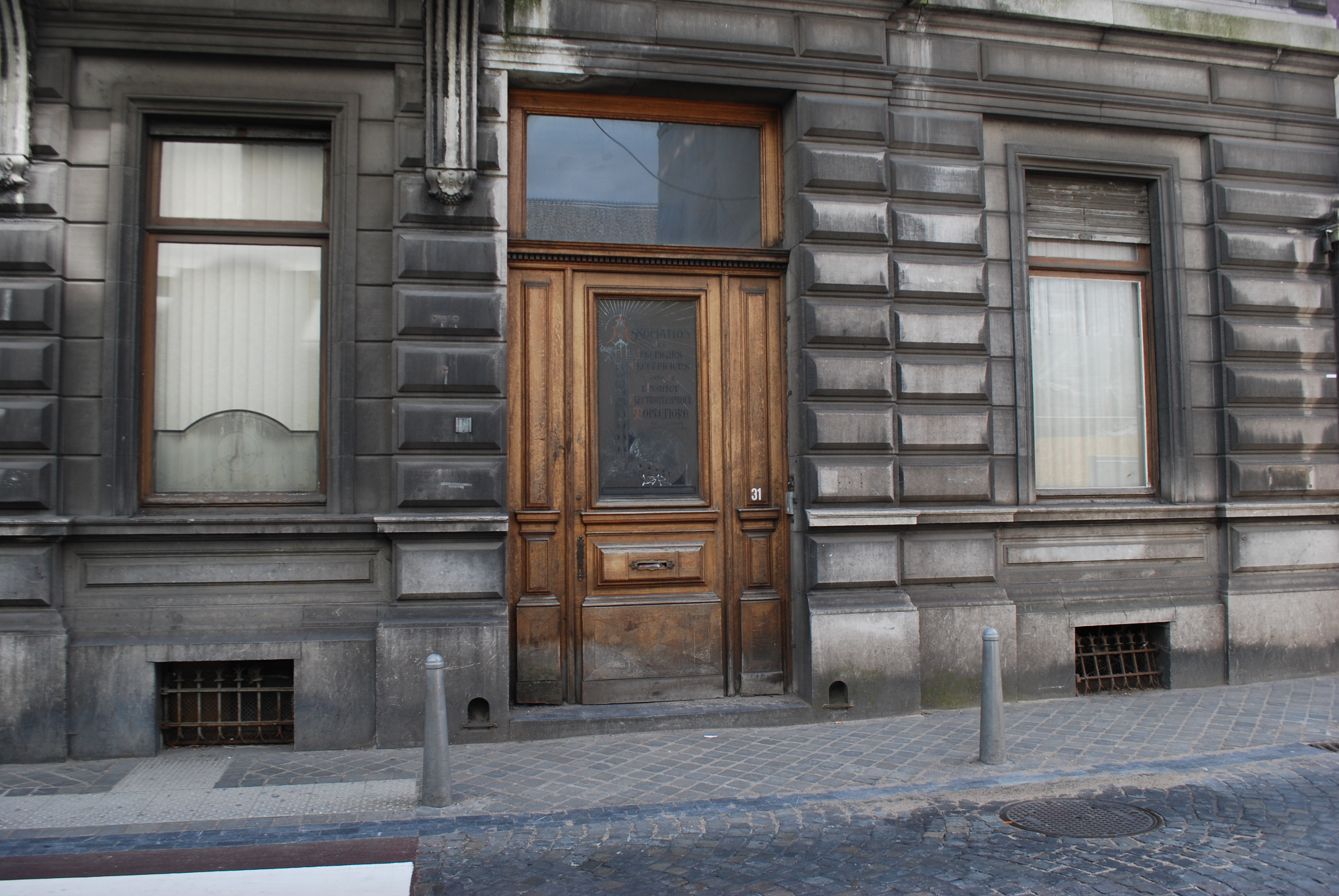
Вход в институт с улицы Сен-Жиль в Льеже

Был основан в 1883 году и назван в честь Жоржа Монтефиоре-Леви. В октябре 1883 года Жорж Монтефиоре, сделавший целое состояние благодаря патенту на производство фосфористой бронзы, сделал большое пожертвование на создание электротехнической отделения в Льежском университете. Электротехника ещё мало преподавалась в то время; первый курс по электротехнике был прочитан Фредериком Деларжем в 1880 году. После завершения Международной электрической выставки в Париже, в 1881 году, Монтефиоре решил создать специальное отделение. Первоначально занятия проводились в ботанической аудитории центрального здания университета, а в 1891 году для занятий были предоставлены помещения дома № 33 на улице Сен-Жиль. 
Одним из основателей института и его директором института стал Эрик Жерар (1856—1916), который также читал в нём лекции. После Первой мировой войны его сменил Омер де Баст (1865—1937).
В институт принимали только дипломированных инженеров. Курс был рассчитан на два года. 
Институт с отличием в 1893 году окончил П. Д. Войнаровский; в 1897 году его выпускником стал М. Н. Берлов. Впоследствии в нём также учились Дж. Б. Капрони и А. Коанда.

## Рекомендуемая литература
- Willy Legros, Pol Pirotte L'électrotechnique dans Apports de Liège au progrès des Sciences et des Techniques. — Wahle & Cie, 1981. — ISBN 2-8701-1090-1. (англ.)